# Don’t Leave Me This Way
«Don’t Leave Me This Way» песня, написанная Кеннетом Гэмблом, Леоном Хаффом и Кэри Гилбертом и в оригинале записанная на лейбле Гэмбла и Хаффа Philadelphia International Records группой Harold Melvin & the Blue Notes.
Оригинальная версия была записана работавшей в жанре филадельфийский соул группой Harold Melvin & the Blue Notes для их альбома 1975 года Wake Up Everybody и отдельным синглом тогда не выходила. Стив Хьюи в своей рецензии на сайте AllMusic отмечает в этой версии великолепный вокал тогдашнего солиста группы Тедди Пендерграсса:

В великолепном вокале лид-вокалиста Тедди Пендерграсса в этой оригинальной версии столько драматизма, что удивляешься, почему её так и не издали отдельным синглом.

Песня понравилась Хэлу Дэвису, продюсеру певицы Тельмы Хьюстон, и по его указанию Хьюстон, которой всё никак не удавалось добиться популярности, записала его для своего альбома Any Way You Like It, увидевшего свет в 1976 году на лейбле Motown. Эта версия в стиле диско сразу стала танцевальным хитом и в 1977 году побывала на 1 месте трёх чартов американского журнала «Билборд» — основного Hot 100, танцевального (диско-) чарта и ритм-н-блюзового/соульного.
В конце 1977 года, на волне популярности версии Тельмы Хьюстон, группа Harold Melvin & the Blue Notes тоже выпустила свою версию отдельным синглом. Их запись тоже стала хитом, достигнув 3 места в диско-чарте американского журнала «Билборд».
В 1986 году свою версию представила британская группа Communards. Эта версия стала хитом номер 1 у них на родине и в ряде других стран Европы, а также достигла 40-го места в США (в Hot 100 «Билборда»).